# Изобразительны
Изобрази́тельны, Изобрази́тельные, После́дование изобрази́тельных — одна из служб суточного цикла богослужений в православии, которая может как входить в состав литургии, так и совершаться отдельно, например — «обе́дница».
В древности, когда у христиан было принято причащаться каждый день и они брали запасные Святые Дары к себе домой, чтение изобразительных применялось для самопричащения сначала мирян, а потом, когда появилось монашество, и монахов, в особенности отшельников, живших далеко от храма. Литургия в монастырях тогда совершалась раз в неделю — по воскресеньям, а в остальные дни монахи причащались запасными Дарами. Впоследствии, когда появились другие чины самопричащения, изобразительны повлияли на их состав. В настоящее время для этих целей используются Литургия преждеосвященных Даров и особый «Чин причащения больных на дому», изложенный в Требнике. Какое-то время изобразительны читались после литургии для принятия антидора. В житии преподобной Марии Египетской сказано, что старец, причащавший святую Марию, по её требованию перед причащением прочитал Символ веры и молитву Господню, которые являются основой изобразительных.
Изобразительны легли в основу великого повечерия и повлияли почти на все богослужения суточного круга, представленные в Часослове, кроме утрени.
Как и все службы суточного богослужебного круга, изобразительны в храме могут совершаться только один раз в день: либо после Шестого часа (в составе литургии), либо между Девятым часом и вечерней.

## Изобразительны и обычное начало
Результатом крайнего сокращения изобразительных является обычное начало. Первое упоминание применения изобразительных в начале молитв относится к IV веку: авва Силуан советовал иноку перед утренним правилом выйти из кельи и прочитать Символ веры и Отче наш.

## Состав
Заповеди блаженств с припевом «помяни нас, Господи, егда приидеши во Царствии Твоем» напоминают ектению с прошениями о живых и усопших, имеющую припев «Господи, помилуй». Далее в изобразительных читается троичное славословие ангелов так же, как поётся на литургии  «Свят, свят, свят...»: таким образом сердца молящихся возводятся от земли к Небесам.  Символ веры изображает евхаристические молитвы. Молитва «Отче наш» связана с причащением из-за присутствующих в ней слов «хлеб наш насущный даждь нам днесь». Кондаки соответствуют молитвам поминовения, причём отдаётся предпочтение кондаку Преображения, так как Преображение Господне символизирует здесь пресуществление Даров. 33-й псалом в конце изобразительных служил благодарственным молитвословием по причащении.
Обедницей называются изобразительны с чтением Апостола и Евангелия для замены литургии, которая должна в этот день совершаться, но по каким-либо причинам не совершается: например, если один священник приходится на несколько храмов.

## Чинопоследование
В современной приходской практике Русской православной церкви имеется несколько вариантов совершения изобразительных. В данной таблице не представлены только пасхальные изобразительны.
| Как обе́дница (мирянским чином) | В составе полной Литургии | Перед присоединением полной Литурги́и к вече́рне | В соче́льники когда нет Литургии | Пред Литургией преждеосвященных Даров | Когда нет Литургии в многодневные посты |
| --- | --- | --- | --- | --- | --- |
| Канона́рх: «Моли́твами святы́х оте́ц на́ших Го́споди Иису́се Христе́ Сы́не Бо́жий поми́луй нас», Чтец: Начальные молитвы, «Господи помилуй» 40 раз, Хор: «Благослови́ душе́ моя́ Го́спода…», «Господи помилуй» 12 раз, Хор: «Хвали́ душе́ моя́ Го́спода…», «Слава… И ныне…», «Единородный Сыне…» «Го́споди поми́луй» 12 раз | Возглас священника, Мирная ектения, Хор: «Благослови́ душе́ моя́ Го́спода…», Малая ектения, Хор: «Хвали́ душе́ моя́ Го́спода…», «Сла́ва… И ны́не…», «Единоро́дный Сы́не…», Малая ектения | Чтец: «Благослови́ душе́ моя́ Го́спода…», «Хвали́ душе́ моя́ Го́спода…», «Сла́ва… И ны́не…», «Единоро́дный Сы́не…» | Чтец: «Благослови́ душе́ моя́ Го́спода…», «Хвали́ душе́ моя́ Го́спода…», «Сла́ва… И ны́не…», «Единоро́дный Сы́не…» | — | — |
| Певчие: Заповеди блаженства | Певчие: Заповеди блаженства | Чтец: Заповеди блаженства | Чтец: Заповеди блаженства | Певчие: Заповеди блаженства с припеванием слов благоразумного разбойника «Помяни́ нас, Го́споди, егда́ прии́деши во Ца́рствии Твое́м» | Певчие: Заповеди блаженства с припеванием слов благоразумного разбойника «Помяни́ нас, Го́споди, егда́ прии́деши во Ца́рствии Твое́м»                                                                                              |
| — | — | Чтец: «Помяни́ нас, Го́споди, егда́ прии́деши, во Ца́рствии Твое́м. Помяни́ нас, Влады́ко, егда́ прии́деши, во Ца́рствии Твое́м. Помяни́ нас, Святы́й, егда́ прии́деши, во Ца́рствии Твое́м.» | Чтец: «Помяни́ нас, Го́споди, егда́ прии́деши, во Ца́рствии Твое́м. Помяни́ нас, Влады́ко, егда́ прии́деши, во Ца́рствии Твое́м. Помяни́ нас, Святы́й, егда́ прии́деши, во Ца́рствии Твое́м.» | Певчие: «Помяни́ нас, Го́споди, егда́ прии́деши, во Ца́рствии Твое́м.» Земной поклон «Помяни́ нас, Влады́ко, егда́ прии́деши, во Ца́рствии Твое́м.» Земной поклон «Помяни́ нас, Святы́й, егда́ прии́деши, во Ца́рствии Твое́м.» Земной поклон. | Певчие: «Помяни́ нас, Го́споди, егда́ прии́деши, во Ца́рствии Твое́м.» Земной поклон «Помяни́ нас, Влады́ко, егда́ прии́деши, во Ца́рствии Твое́м.» Земной поклон «Помяни́ нас, Святы́й, егда́ прии́деши, во Ца́рствии Твое́м.» Земной поклон. |
| Певчие поют: тропари и кондаки прилучившегося праздника, дня седмицы, храма, рядового святого, «Сла́ва… И ны́не…», заупокойный кондак, «Предста́тельство христиа́н непосты́дное…» | Певчие поют: тропари и кондаки прилучившегося праздника, дня седмицы, храма, рядового святого, «Сла́ва… И ны́не…», заупокойный кондак, «Предста́тельство христиа́н непосты́дное…» | Чтец: «Лик небе́сный…» со стихами | Чтец: «Лик небе́сный…» со стихами | Чтец: «Лик небе́сный…» со стихами | Чтец: «Лик небе́сный…» со стихами |
| Прокимен, Апостол и аллилуиарий | Прокимен, Апостол, аллилуиарий и Евангелие | — | — | — | — |
| С народом поётся Никео-Цареградский Символ веры | Далее уже на Литургии верных: С народом поётся Никео-Цареградский Символ веры                                                                                                | — | Чтец произносит Никео-Цареградский Символ веры | Чтец произносит Никео-Цареградский Символ веры | Чтец произносит Никео-Цареградский Символ веры |
| — | — | Чтец: «Осла́би, оста́ви, прости́, Бо́же, прегреше́ния на́ша, во́льная и нево́льная, я́же в сло́ве и в де́ле, я́же в ве́дении и не в ве́дении, я́же во дни и в нощи́, я́же во уме́ и в помышле́нии: вся́ нам прости́, я́ко Благ и Человеколю́бец» | Чтец: «Осла́би, оста́ви, прости́, Бо́же, прегреше́ния на́ша, во́льная и нево́льная, я́же в сло́ве и в де́ле, я́же в ве́дении и не в ве́дении, я́же во дни и в нощи́, я́же во уме́ и в помышле́нии: вся́ нам прости́, я́ко Благ и Человеколю́бец» | Чтец: «Осла́би, оста́ви, прости́, Бо́же, прегреше́ния на́ша, во́льная и нево́льная, я́же в сло́ве и в де́ле, я́же в ве́дении и не в ве́дении, я́же во дни и в нощи́, я́же во уме́ и в помышле́нии: вся́ нам прости́, я́ко Благ и Человеколю́бец» | Чтец: «Осла́би, оста́ви, прости́, Бо́же, прегреше́ния на́ша, во́льная и нево́льная, я́же в сло́ве и в де́ле, я́же в ве́дении и не в ве́дении, я́же во дни и в нощи́, я́же во уме́ и в помышле́нии: вся́ нам прости́, я́ко Благ и Человеколю́бец»    |
| Певчие: «Отче наш…» | Певчие: «Отче наш…» | Чтец: «О́тче наш…» | Чтец: «О́тче наш…» | Чтец: «О́тче наш…» | Чтец: «О́тче наш…» |
| — | — | Чтец: кондак праздника | Чтец: кондак предпразднства | Чтец произносит: кондаки Преображения, дня седмицы, храма, рядового святого, «Сла́ва… И ны́не…», заупокойный кондак, «Предста́тельство христиа́н непосты́дное…» | Чтец произносит: кондаки Преображения, дня седмицы, храма, рядового святого, «Сла́ва… И ны́не…», заупокойный кондак, «Предста́тельство христиа́н непосты́дное…»                                                                   |
| — | — | Чтец: «Го́споди, поми́луй!» 40 раз | Чтец: «Го́споди, поми́луй!» 40 раз | Чтец: «Го́споди, поми́луй!» трижды, «Сла́ва… И ны́не…», «Честнейшую херувим…», «И́менем Госпо́дним благослови́ , о́тче». Возглас священника: «Бо́же, уще́дри ны…», Молитва Ефрема Сирина с поклонами | Чтец: «Го́споди, поми́луй!» трижды, «Сла́ва… И ны́не…», «Честнейшую херувим…», «И́менем Госпо́дним благослови́ , о́тче». Возглас священника: «Бо́же, уще́дри ны…», Молитва Ефрема Сирина с поклонами                                   |
| — | — | — | — | Чтец: Трисвятое по «О́тче наш…», Священник: «Я́ко Твое́ есть Ца́рство…», Чтец: «Ами́нь», «Го́споди, поми́луй!» (12 раз) | — |
| — | — | Чтец: «Всесвята́я Тро́ице, Единосу́щная Держа́во…», Диакон: «Прему́дрость», Певцы: «Достойно есть…» до слов «и Ма́терь Бо́га на́шего» (включительно), Священник: «Пресвята́я Богоро́дице, спаси́ нас», Певцы: «Честне́йшую херуви́м…», Священник: «Сла́ва Тебе́, Христе́ Бо́же…», Певцы: «Сла́ва… И ны́не…», «Го́споди, поми́луй!» трижды, «Благослови́», Священник на амвоне произносит отпуст | Чтец: «Всесвята́я Тро́ице, Единосу́щная Держа́во…», Диакон: «Прему́дрость», Певцы: «Достойно есть…» до слов «и Ма́терь Бо́га на́шего» (включительно), Священник: «Пресвята́я Богоро́дице, спаси́ нас», Певцы: «Честне́йшую херуви́м…», Священник: «Сла́ва Тебе́, Христе́ Бо́же…», Певцы: «Сла́ва… И ны́не…», «Го́споди, поми́луй!» трижды, «Благослови́», Священник на амвоне произносит отпуст | Чтец: «Всесвята́я Тро́ице, Единосу́щная Держа́во…», Диакон: «Прему́дрость», Певцы: «Достойно есть…» до слов «и Ма́терь Бо́га на́шего» (включительно), Священник: «Пресвята́я Богоро́дице, спаси́ нас», Певцы: «Честне́йшую херуви́м…», Священник: «Сла́ва Тебе́, Христе́ Бо́же…», Певцы: «Сла́ва… И ны́не…», «Го́споди, поми́луй!» трижды, «Благослови́», Священник на амвоне произносит отпуст | — |
| — | — | Певцы медленно поют: «Го́споди, поми́луй!» трижды, Священник южной диаконской дверью входит в алтарь | Певцы поют Многолетны | Певцы медленно поют: «Го́споди, поми́луй!» трижды, Священник южной диаконской дверью входит в алтарь | — |
| Песнопения, помещённые в конце Последования изобразительных. | | | | | |
| — | В конце Литургии верных Певчие: «Да испо́лнятся уста́ на́ша…» | В конце Литургии верных Певчие: «Да испо́лнятся уста́ на́ша…» | — | В конце Литургии преждеосвященных Даров Певчие: «Да испо́лнятся уста́ на́ша…» | — |
| Певчие: «Бу́ди и́мя Госпо́дне…» трижды, Псалом 33 | Певчие: «Бу́ди и́мя Госпо́дне…» трижды, Псалом 33 | Певчие: «Бу́ди и́мя Госпо́дне…» трижды, Псалом 33 | — | Чтец: «Бу́ди и́мя Госпо́дне…» трижды, «Сла́ва… И ны́не…», Псалом 33 | В конце вечерни наступающего дня: Чтец: «Бу́ди и́мя Госпо́дне…» трижды, «Сла́ва… И ны́не…», Псалом 33 |